# چاه رضا (قلعه‌گنج)
چاه رضا، روستایی در دهستان چاه دادخدا بخش چاه دادخدا شهرستان قلعه‌گنج در استان کرمان ایران است.

## جمعیت
بر پایه سرشماری عمومی نفوس و مسکن در سال ۱۳۹۵، جمعیت این روستا برابر با ۴۴۶ نفر (۱۲۷ خانوار) بوده‌است.